# Ten Years After
Ten Years After est un groupe britannique de blues rock originaire de Nottingham au Royaume-Uni. Formé en 1966, il devient mondialement célèbre après le festival de Woodstock et la prestation sur scène de son guitariste et chanteur Alvin Lee, Ten Years After est l'une des formations majeures du British Blues Boom à la fin des années 1960.

## Historique

### Origines
Ten Years After est issu de la rencontre du guitariste Alvin Lee et du multi-instrumentiste Leo Lyons, en 1964. Ils forment le Britain's Largest Sounding Trio, qui prend le nom de The Jaybirds lorsqu'ils sont rejoints par le batteur Ric Lee (sans lien de parenté avec Alvin) et le claviériste Chick Churchill. Jouant des classiques du blues et du rock 'n' roll, le quatuor adopte le nom de Ten Years After en 1967, pour marquer ce qu'ils considèrent être le dixième anniversaire de la naissance du rock 'n' roll.[réf. nécessaire] Cette explication est en tout cas la plus communément retenue par les journalistes. Selon Leo Lyons, le nom du groupe viendrait en fait d'une émission de radio portant sur la suppression du service militaire au Royaume-Uni.
Ten Years After signe chez Deram, filiale de Decca Records, et publie son premier album homonyme en 1967. Il comprend notamment des reprises de I Can't Keep From Crying Sometimes d'Al Kooper, Help Me de Sonny Boy Williamson II et Spoonful de Willie Dixon, n'a qu'un faible succès, tout comme Undead, premier album du groupe enregistré en public en 1968, sur lequel apparaissent une reprise accélérée du Woodchopper's Ball de Woody Herman et la première version de I'm Going Home. Les albums suivants, Stonedhenge (1968) et Ssssh (1969), ne permettent toujours pas au groupe de connaître le succès de ses concurrents de la scène blues rock britannique.
Son style musical varie entre blues rock,,,, et hard rock.

### Woodstock
Tout change en août 1969. Invité au festival de Woodstock, le groupe y accomplit une prestation mémorable, immortalisée dans le film du festival où figurent les dix minutes de la chanson I'm Going Home, incluant un long pot-pourri de classiques du rock avec une prestation remarquée d'Alvin Lee, surnommé « le guitariste le plus rapide du monde ». Le formidable coup de projecteur médiatique ainsi porté sur le groupe permet à son cinquième album, Cricklewood Green (1970), d'être enfin un gros succès.
Les sorties de Watt (1970), puis de A Space in Time (1971), confirment que Ten Years After est devenu l'un des groupes de blues-rock les plus populaires de sa génération. A Space in Time, premier disque du groupe sur son nouveau label, Columbia Records, comprend notamment l'une des chansons les plus connues du groupe : I'd Love to Change the World. Suivent les albums Rock and Roll Music to the World en 1972 et Recorded Live en 1973, enregistré à Paris et Hambourg.

### Séparations et réunions

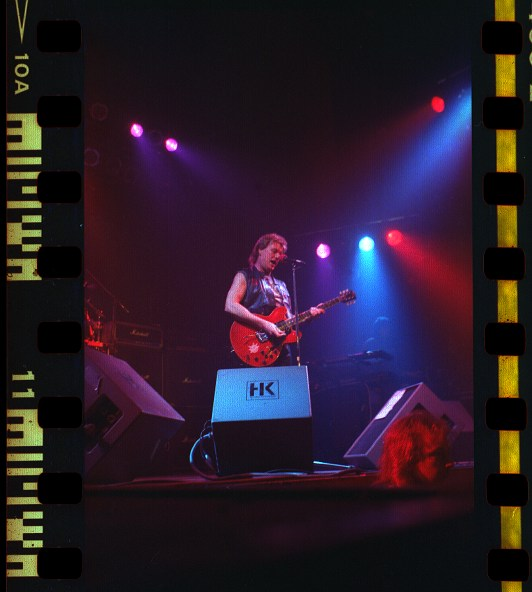
Alvin Lee en concert à Berlin au Metropol, 3 décembre 1990.

Ten Years After se sépare en 1975, après un dernier album, Positive Vibrations (1974), et une dernière tournée américaine. Le groupe se réunit ponctuellement en 1983 pour une tournée britannique, puis en 1988 pour un nouvel album, About Time, et une longue tournée essentiellement axée vers la nostalgie et la reprise des vieux succès de la fin des années 1960.
Le groupe existe toujours et continue à se produire régulièrement sous ce nom à travers le monde, mais sans Alvin Lee. Refusant de participer à la réunion du groupe en 2001, il est remplacé par le guitariste et chanteur Joe Gooch à partir de 2002. Cette nouvelle formation a publié deux albums studio, Now (2004) et Evolution (2008), ainsi que deux albums live et un DVD. 
En 2010, dans le but de changer d'univers musical, Joe Gooch et Leo Lyons forment le groupe Hundred Seventy Split et s'adjoignent le batteur Damon Sawyer.
Le 6 mars 2013,  Alvin Lee, guitariste original du groupe, meurt de complications chirurgicales. A la fin de la même année, désirant se consacrer à leur nouveau groupe, Gooch et Lyons quittent Ten Years After et sont respectivement remplacés par Marcus Bonfanti et Colin Hodgkinson.
En octobre 2024, après plus de dix années d'existence, cette formation annonce se séparer à l'amiable. Dans le même temps, le batteur Ric Lee, dernier membre d'origine du groupe, annonce la reformation de ce dernier avec trois nouveaux musiciens pour le début 2025, ainsi que la sortie d'un album. Le premier concert de la nouvelle formation, en avant première d'une tournée européenne, est prévue pour le 8 juin 2025.  Les nouveaux musiciens sont : Dave Burgoyne (musicien de session qui a travaillé avec Toyah, Dutone et Star Dame, entre autres) aux claviers et au  violon, Sam C Lees (qui a accompagné sur scène Robin Trower, Jack Bruce et Joe Bonamassa) à la  guitare et au chant; et Craig Fletcher (qui a joué avec John Lee's Barclay James Harvest) à la basse et au chant.

## Membres
Ten Years After a connu quatre formations. Le batteur Ric Lee est aujourd'hui le seul membre d'origine encore présent.

### Membres actuels
- Ric Lee : batterie (1966-1974, 1983- depuis 1988)
- Dave Burgoyne : claviers, violon (depuis 2025)
- Sam C Lees : guitare, chant, (depuis 2025)
- Craig Fletcher : basse, chant (depuis 2025)

### Anciens membres
- Alvin Lee (†) : guitare, chant, harmonica (1966-1974, 1983, 1988-2002), mort le 6 mars 2013
- Leo Lyons : basse (1966-1974, 1983, 1988-2014)
- Joe Gooch : guitare, chant (2003-2014)
- Marcus Bonfanti: guitare, chant (2014-2024)
- Chick Churchill: claviers (1966-1974, 1983, 1988-2024)
- Colin Hodgkinson: basse (2014-2024)

## Discographie
Le groupe compte douze albums studio ayant tous atteint le Billboard 200[réf. nécessaire].
| - 1967 : Ten Years After - 1969 : Stonedhenge - 1969 : Ssssh - 1970 : Cricklewood Green - 1970 : Watt - 1971 : A Space in Time - 1972 : Rock and Roll Music to the World - 1974 : Positive Vibrations - 1989 : About Time - 2004 : Now - 2008 : Evolution - 2016 : A Sting in the Tale | - 1968 : Undead - 1973 : Recorded Live - 1993 : Live at Reading '83 - 1994 : Live 1990 - 2001 : Live at the Fillmore East 1970 - 2003 : One Night Jammed - 2005 : Roadworks - 2014 : The Name Remains the Same - 2019 : Naturally Live |

### Compilations
| - 1970 : Double Deluxe - 1971 : Ten Years After - 1972 : Alvin Lee and Company (compilation d'inédits) - 1975 : Goin' Home - 1976 : Classic Performances - 1977 : Greatest Hits - 1979 : Profile - 1980 : Ten Years After - 1983 : Timewarps - 1985 : The Collection - 1987 : At Their Peak - 1987 : Universal - 1988 : Portfolio | - 1991 : The Collection - 1991 : The Essential Ten Years After Collection : Special 14 Tracks Edition - 1993 : Original Recordings - 1993 : Original Recordings - Vol. 2 - 1995 : Pure Blues - 1995 : The Originals - 1996 : I'm Going Home - 1998 : Premium Golden Collection - 2000 : The Best of - 2001 : Very Best Ten Years After Album Ever - 2002 : Ten Years After Anthology (Deram Years) - 2003 : Love Like a Man |

## DVD
- 2009 : Live at Fiesta City